# Josh Spence
Joshua Patrick William Spence (né le 22 janvier 1988 à Grovedale, Victoria, Australie) est un ancien lanceur gaucher des Ligues majeures de baseball.

## Carrière
Athlète australien évoluant à l'Université d'État de l'Arizona à Tempe aux États-Unis, Josh Spence est drafté en neuvième ronde en 2010 par les Padres de San Diego. Il est le premier joueur de la sélection 2010 à faire ses débuts dans les majeures, le 24 juin 2011. Le gaucher fait ce jour-là une première présence au monticule comme lanceur de relève, œuvrant une manche sans accorder de point aux Braves d'Atlanta. Spence maintient une excellente moyenne de points mérités de 2,73 avec 31 retraits sur des prises en 40 parties et 29 manches et deux tiers lancées à ses débuts pour les Padres en 2011, mais encaisse la défaite lors de ses deux  décisions. Il lance 10 manches et un tiers pour San Diego en 2012. Le 6 novembre, il passe aux Yankees de New York via le ballottage.